# Kulturdenkmal des Jahres (Slowakei)
Das Kulturministerium der Slowakischen Republik organisiert seit 2007 den Wettbewerb Kultúrna pamiatka roka (deutsch Kulturdenkmal des Jahres), beginnend mit dem Jahr 2006. 

## Ergebnisse des Wettbewerbs

### 2006
- die griechisch-katholische Kirche St. Michael Erzengel in Ladomirová, Weltkulturerbe seit 2008
- die römisch-katholische St.-Jakobs-Kirche in Tužina
- die Kirche St. Michael in Košice
- Das Thurzo-Haus – das Grüne Zimmer in Banská Bystrica

### 2007
- Marianum in Trnava
- Sezessionsbrücke in Kráľová pri Senci
- Rathaus von Bardejov
- die Kapelle St. Katharina an der Michalská ulica in Bratislava

### 2008
In diesem Jahr wurden die Auszeichnungen in zwei Kategorien geteilt:
- Vorbereitung und Durchführung der Instandsetzung eines historischen Gebiets (slowakisch Príprava a realizácia obnovy historického prostredia)
  - Instandsetzung des historischen Zentrums von Banská Štiavnica
- Vorbereitung und Durchführung der Instandsetzung/Restaurierung eines nationalen Kulturdenkmals (slowakisch Príprava a realizácia obnovy/reštaurovania národnej kultúrnej pamiatky)
  - Instandsetzung des Westflügels am Rathaus von Trnava
  - mittelalterliche Kapelle und umliegende Objekte an der Burg Liptsch (bei Slovenská Ľupča)
  - Prämonstratensische Dreifaltigkeitskirche in Košice

### 2009
- Vorbereitung und Durchführung der Instandsetzung eines historischen Gebiets 
  - Instandsetzung der historischen Denkmalzone in Skalica
- Vorbereitung und Durchführung der Instandsetzung/Restaurierung eines nationalen Kulturdenkmals
  - umfassende Instandsetzung und Mobiliar-Restaurierung  in der hölzernen Artikularkirche von Hronsek, Welterbe seit 2008
  - Restaurierung der Sakristei der r.-k. Kirche St. Stephan in Žilina
  - umfassende Instandsetzung und Restaurierung der Johannes-der-Almosengeber-Kapelle im Martinsdom in Bratislava

### 2010
- Vorbereitung und Durchführung der Instandsetzung eines historischen Gebiets 
  - kein Projekt angemeldet
- Vorbereitung und Durchführung der Instandsetzung/Restaurierung eines nationalen Kulturdenkmals
  - Restaurierung der mittelalterlichen Golgota-Figurengruppe und umfassende Restaurierung der Wandmalerei und Mobiliars der Sakristei der Basilika St. Ägidius in Bardejov
  - Rückkehr der historischen Apponyi-Bibliothek in das Schloss von Oponice
  - vorbildige Instandsetzung eines Bürgerhauses an der Straße Kammerhofská ulica Nr. 16 in Banská Štiavnica
  - Restaurierung des Hauptaltars Mariä Himmelfahrt und Nebenaltars in der r.-k. Nikolauskirche in Domaniža